# Abortivei
Von einem Abortivei (Molen-Ei, Windei)  (medizinisch: ovum abortivum) spricht man, wenn sich zwar die Plazenta, aber nicht der Embryo entwickelt (Trophoblast bedingt entwicklungsfähig, Embryoblast geht frühzeitig zugrunde). Meist folgt eine ovuläre Fehlgeburt bis zur achten Schwangerschaftswoche. Die Wahrscheinlichkeit des Auftretens ist an Risikofaktoren (Rauchen, Alkohol, Vitaminmangel) gebunden und liegt bei etwa 5 Prozent.
Eine Schwangerschaft mit einem Abortivei bezeichnet man als Molenschwangerschaft.